# Hallaca
La hallaca è un tamal tipico del Venezuela. Consiste in un involtino preparato tradizionalmente con un impasto a base di mais ripieno di carne (di manzo, maiale o pollo), verdure, frutta o altri ingredienti come uvetta, capperi e olive. Le hallacas sono piegate in foglie di platano; il piatto è tradizionalmente servito durante il periodo natalizio e ha diverse varianti regionali in Venezuela. È stato descritto come un piatto nazionale del Venezuela ma si può trovare anche in varianti. Alcuni ipotizzano che abbia avuto origine dall'Orinoquia. Una caratteristica dell'hallaca è la delicata pasta di mais a base di consommé o brodo e strutto colorato con annatto. Le hallacas sono anche comunemente consumate nella parte orientale di Cuba, a Trinidad, dove vengono definite pastelle, così come in parti della Colombia, Ecuador, Aruba e Curaçao. Nel Nicaragua è conosciuto come "Nacatamal".

## Origini
L'hallaca è un tipo di tamale molto comune nel nord del Sud America, è particolarmente apprezzato in Venezuela poiché è diventato anche un piatto natalizio in quel paese. In generale, il tamale ha nomi diversi a seconda della regione e di cosa è imbottito, e si è diffuso nei regni spagnoli nelle Americhe fino all'estremo sud dell'Argentina nei decenni successivi alla conquista. Si dice che sia stato inventato dagli schiavi durante l'era coloniale. Gli schiavi preparavano il pasto della vigilia di Natale per i proprietari terrieri e con la carne avanzata riempivano le hallacas per il loro pasto natalizio. Una versione del racconto sull'origine dei piatti narra che la figlia della famiglia dei proprietari terrieri chiese di assaggiare le hallacas. A lei e alla sua famiglia è piaciuto così tanto il piatto che hanno chiesto che fosse preparato per la loro cena e da allora è stato parte del tradizionale pasto festivo per tutte le classi economiche.

## Etimologia
Secondo Adolfo Ernst, la parola hallaca si è evoluta dalla lingua indigena Guarani, derivante dal verbo ayua o ayuar, che significa "mescolare o fondere". Da lì, la costruzione ayuaca (cose miste) è passata ad ayaca e infine a hayaca o hallaca (usando la "h" muta spagnola quando è scritta). Un'altra versione presume che la parola provenga da una lingua aborigena dell'ovest del paese, il cui significato è "avvolgimento" o "bojote". Il primo uso della parola in senso moderno si trova in un documento del 1781 del linguista missionario italiano Filippo Salvatore Gilii.

## Preparazione

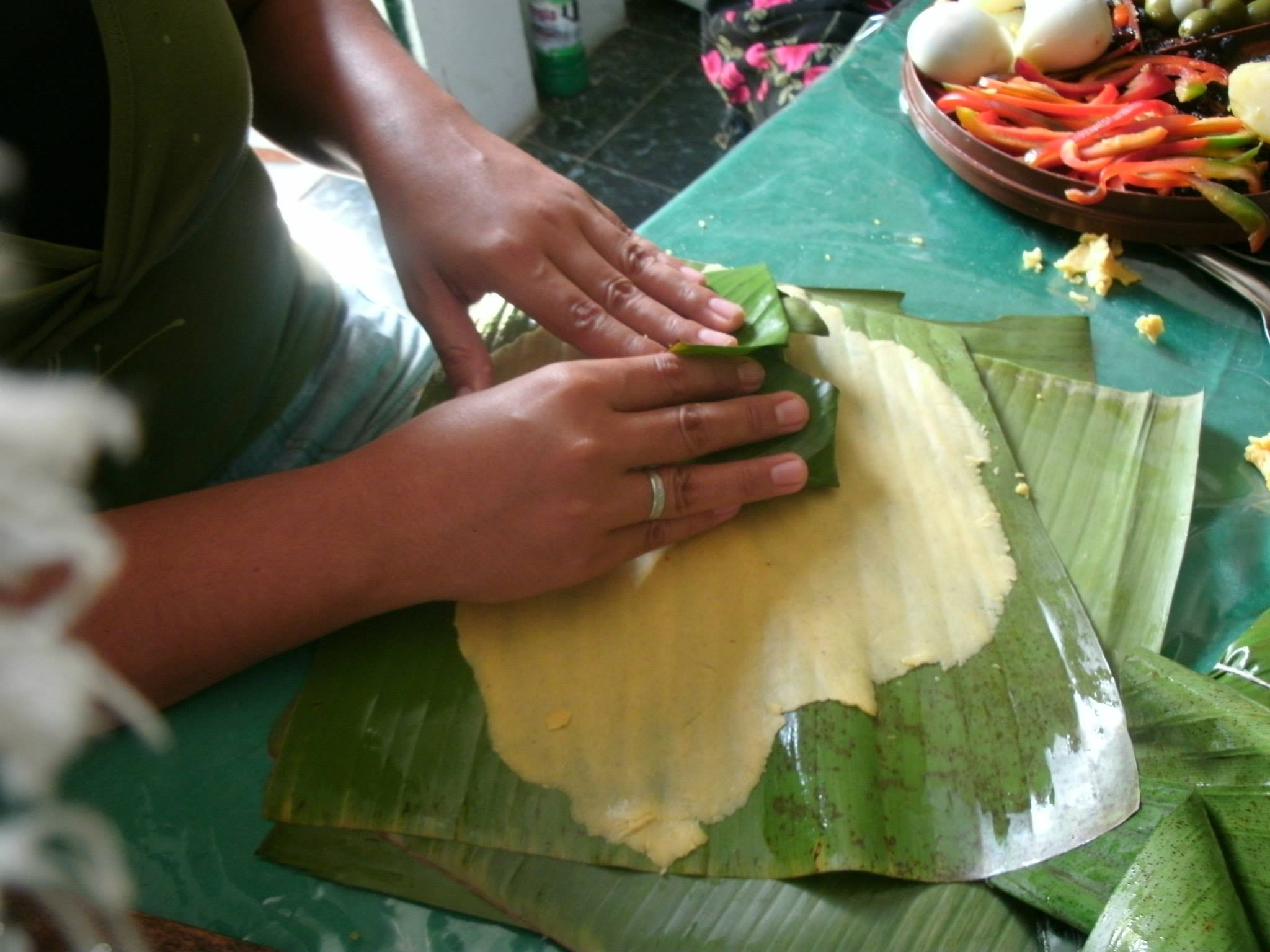
Preparazione delle hallacas

Il ripieno di hallaca è più elaborato del classico ripieno di tamal. Gli ingredienti differiscono da regione a regione e da famiglia a famiglia, ma possono includere una combinazione di carne di manzo, maiale, pancetta, strutto, cipolla, peperone dolce, peperoncino, scalogno, aglio, sale, pepe, origano, cumino e qualche tipo di vino da cucina o aceto. Nella versione andina venezuelana le hallacas sono realizzate con guiso crudo che si differenziano dalle altre versioni perché il ripieno di carne non è precotto. Alcune versioni del ripieno includono porri, salsa Worcestershire, sottaceti alla senape, panela o zucchero di canna scuro. Lo stufato viene fatto bollire lentamente a fuoco basso per diverse ore.
Ad Aruba e Curaçao, due isole al largo della costa dello stato di Falcón, si chiama "ayaca" o "ayaka". Gli ingredienti sono stufato di maiale e pollo, o maiale o pollo, capperi, uvetta, anacardi, peperone, cipolline sottaceto, prugne e olive. L'impasto è composto da farina di mais bianca e le foglie di ayaca vengono prima spalmate con strutto o olio. La carne cotta e gli altri ingredienti vengono poi avvolti in foglie di ayaca, legate con lo spago e poi bollite per circa 2 ore. I sapori nell'ayaca variano da famiglia a famiglia, e alcuni aggiungono peperoni Madam Jeanette.
Nella cucina portoricana il piatto si chiama hayaca. A differenza della varietà venezuelana, la hayaca di Porto Rico non è fatta con mais ma con manioca, brodo, latte, grasso di maiale cotto con annatto e foglia di banana e cotta nel tradizionale fuoco di legna. Sono tipicamente ripieni di mozzicone di maiale a cubetti brasate con sofritto, olio di annatto (olio d'oliva o strutto), olive, capperi, ceci, uvetta e spezie. A causa del processo lungo ed elaborato, la hayaca è ora raramente disponibile ma si trova ancora, principalmente nei ristoranti costieri a conduzione familiare e in altri piccoli stabilimenti noti come "kioscos" dove ci sono ancora forti legami con i nativi.
L'impasto di mais è simile a un normale impasto di arepas. Il grasso di maiale viene fuso con l'annatto per aggiungere colore. La farina di mais viene impastata insieme al brodo e un po' di burro morbido e la miscela di grasso di maiale raffreddata viene incorporata per ottenere un impasto morbido dal colore dorato. Una grande foglia di platano viene unta con olio vegetale e l'impasto viene appiattito sulla foglia con uno spessore di circa un quarto di pollice. Il ripieno di guiso è condito con cipolla, pepe, prezzemolo, patate, uvetta, mandorle, ceci, capperi, olive verdi, uova sode e pancetta. La foglia viene legata e fatta bollire a fuoco lento.

## Tradizioni

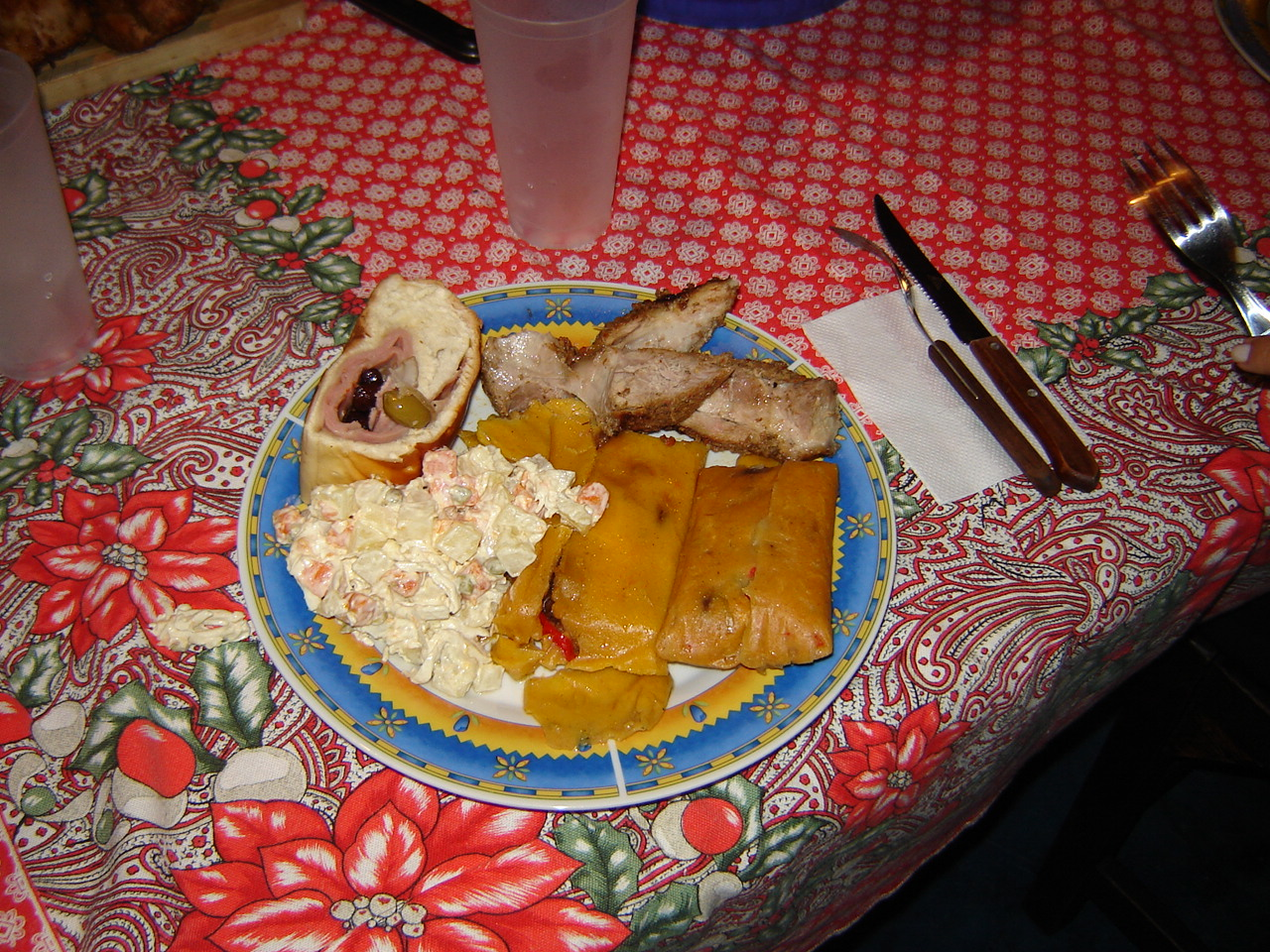
Classico piatto di Natale venezuelano

La hallaca è un piatto tradizionale durante le celebrazioni natalizie venezuelane. I pasti natalizi in Venezuela includevano hallacas, pasticcini e stufato di pollo, ma non tutte le famiglie sono state in grado di permetterseli durante la carestia in Venezuela. Nel 2014, nonostante la carenza di cibo che ha colpito il paese, il governo venezuelano ha creato una hallaca con una lunghezza di circa 400 piedi, un Guinness World Record. In contrasto con la tradizione venezuelana, le hallacas sono popolari tutto l'anno in Ecuador e esistono diverse varianti nelle diverse regioni del paese. Insieme agli humitas, sono un alimento base della cucina tradizionale ecuadoriana.